# Комсомольська площа (Москва)
Комсомольська площа (рос. Комсомольская площадь; до 1933 року — Каланчевська площа) — площа в Москві, на якій розташовані відразу три залізничні вокзали: Ленінградський, Ярославський і Казанський. Неофіційно називається «Площею трьох вокзалів». При цьому тут також існує залізнична платформа Каланчевська, яка деякий час була Імператорським вокзалом і нині планується на реконструкцію у Вокзал для Аероекспресу, а також неподалік є Урядовий вокзал (також відомий як «Брежнєвський»).

## Назва
За найбільш поширеною версією, первісна назва площі «Каланчевська» пов'язана з дерев'яною вишкою-«каланчою» палацу Олексія Михайловича. У 1933 році площа була перейменована в «Комсомольську» — на честь комсомольців-метробудівців (під нею пройшла лінія першої черги Московського метрополітену) як подарунок до 15-річчя ВЛКСМ. В ужитку вона відома як «Площа трьох вокзалів» чи просто «Три вокзали». У 2003 році в деяких газетах з'явилося повідомлення про перейменування «Комсомольської» на «Площу трьох вокзалів». Незважаючи на це, площа продовжила носити радянську назву.